# 士巴丹拿站
士巴丹拿站（英語：Spadina Station）是一座多倫多地鐵車站，坐落加拿大安大略省多倫多市中心布魯亞西街（Bloor Street West）和士巴丹拿道的交界處以北，為央街－大學線和布魯亞－丹佛線的交匯車站。
此站的布魯亞－丹佛線月台於1966年2月26日聯同該線其他車站一起開幕，而士巴丹拿線月台則於1978年1月27日聯同士巴丹拿線一起開幕。士巴丹拿線月台離布魯亞－丹佛線月台以北一個街口（約150米），並接近勞瑟路（Lowther Avenue），因此前者在規劃階段稱為勞瑟站，也不設通道連接布魯亞線上的士巴丹拿站。多倫多公車局（TTC）後來改變初衷，增設地下通道連接兩個月台，並在士巴丹拿線通車前將勞瑟站改稱士巴丹拿站，將兩個車站融為一體。當局並於連接兩個月台的地下通道内設置一組電動步道，方便在兩線之間轉車的乘客。然而，TTC於2004年拆除電動步道，乘客自此只能步行來回兩線之間；在士巴丹拿站轉車因此不及在聖佐治站轉車般方便。
士巴丹拿站也是多倫多路面電車系統中510號士巴丹拿道電車線的北端總站。510號電車線的士巴丹拿站總站為一座地下弧形月台，於1997年7月27日聯同510號電車線一起開幕。除了510號電車線外，TTC旗下的127號德文璞道巴士線（Davenport）也以士巴丹拿站為總站。

## 外部連結
- 维基共享资源上的相關多媒體資源：士巴丹拿站
- （英文）TTC Spadina Station （页面存档备份，存于）－多倫多公車局網站 士巴丹拿站頁面